# Kista (tunnelbanestation)
Kista är en station inom Stockholms tunnelbana belägen i stadsdelen Kista i Västerort inom Stockholms kommun längs den blå linjen. Den togs i bruk den 5 juni 1977 och är den enda på den blå linjen som ligger ovan jord, på en viadukt. Viadukten är 1 120 meter lång och är den längsta bron eller viadukten i tunnelbanenätet.
Stationen ligger 13 km från blå linjens ändstation Kungsträdgården. I anslutning till stationen finns en större bussterminal. Härifrån går bussar till olika områden i nordvästra Storstockholm, såsom Sollentuna, Danderyd, Vällingby, Jakobsberg, Barkarby med flera.
Vid namnsättningen av stationen förordade namnberedningen i Stockholms stad initialt stationsnamnet Kista med tillägget Gård för att förhindra "mindre önskvärda missuppfattningar", i och med att ordet lätt skulle förväxlas med det mer kända substantivet "kista". Tvekan kring uttalet, som skulle kunna uppstå, gjordes också påmint: "Det genuina uttalet har långt i och grav accent".

## Bilder

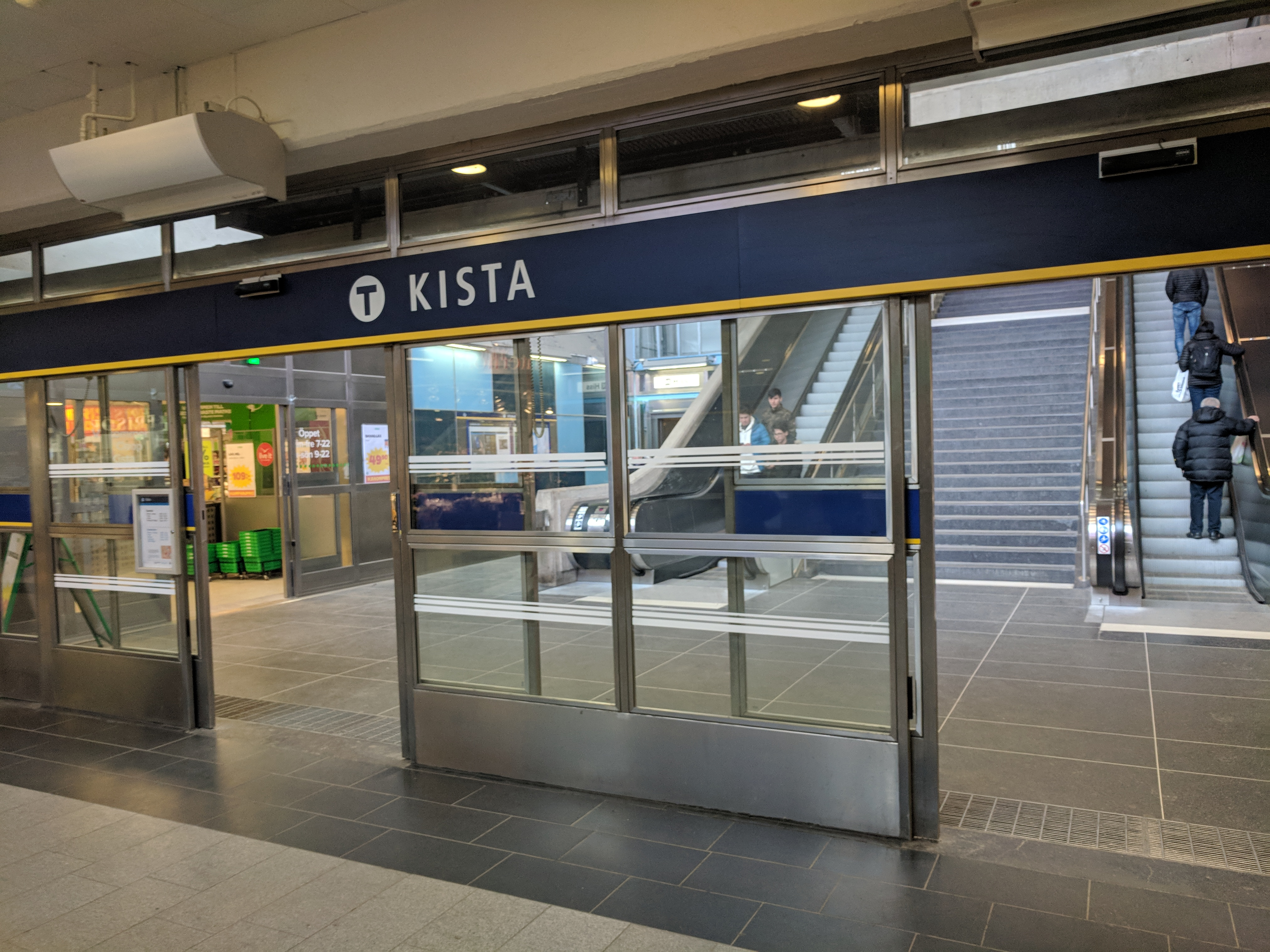
T-banestationen, 2018.
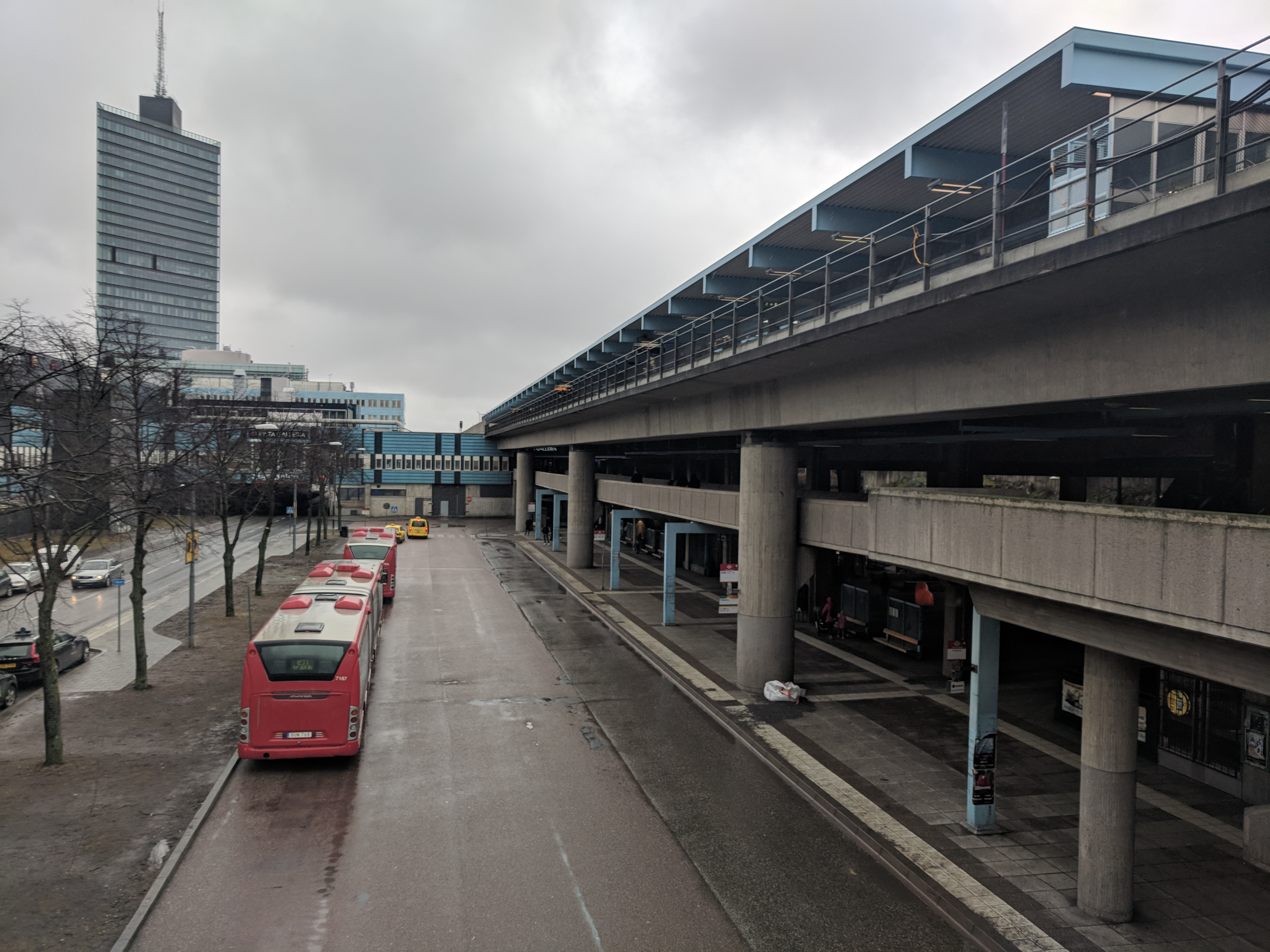
Tunnelbanan och bussterminalen.
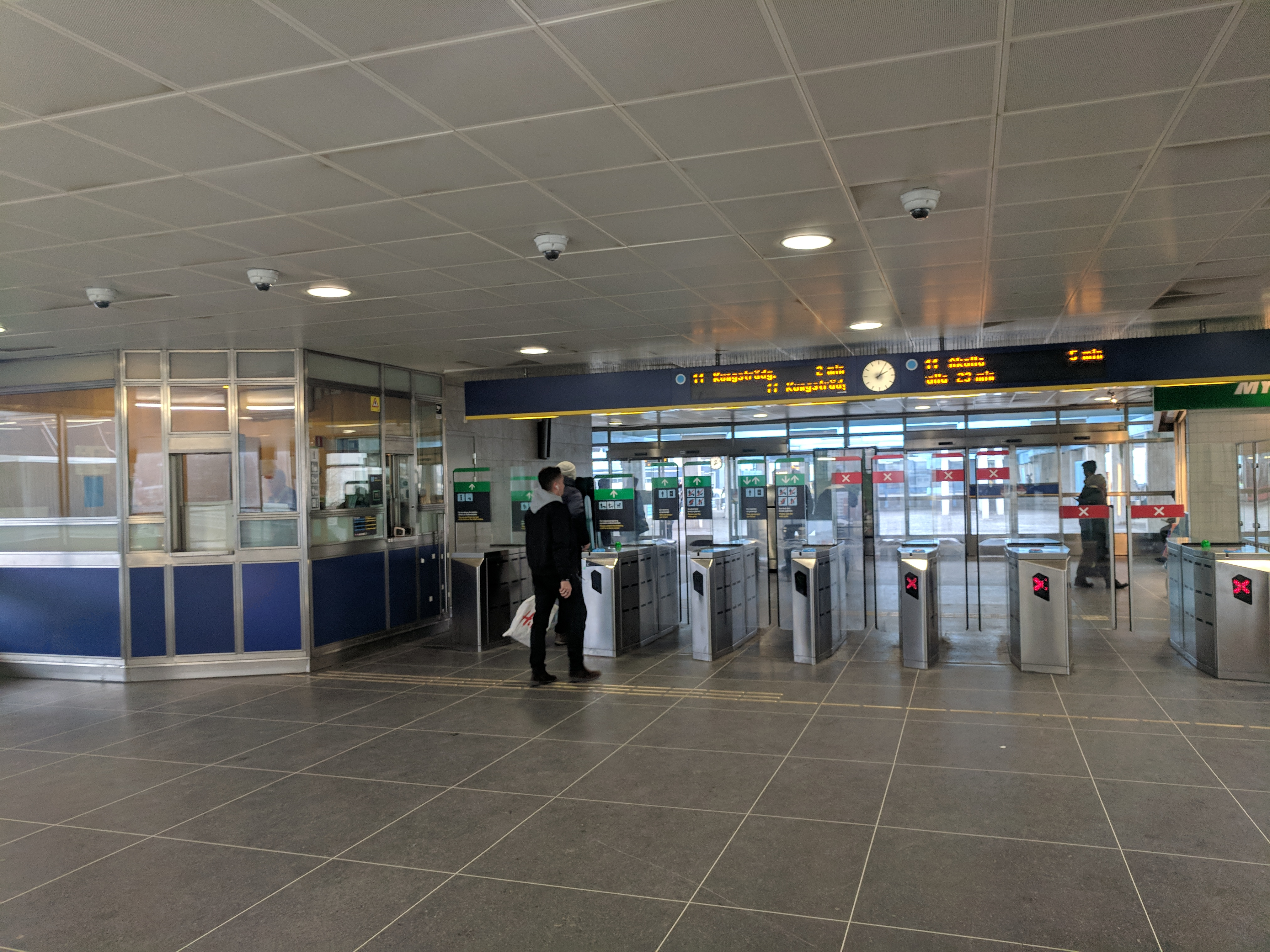
Biljetthallen.
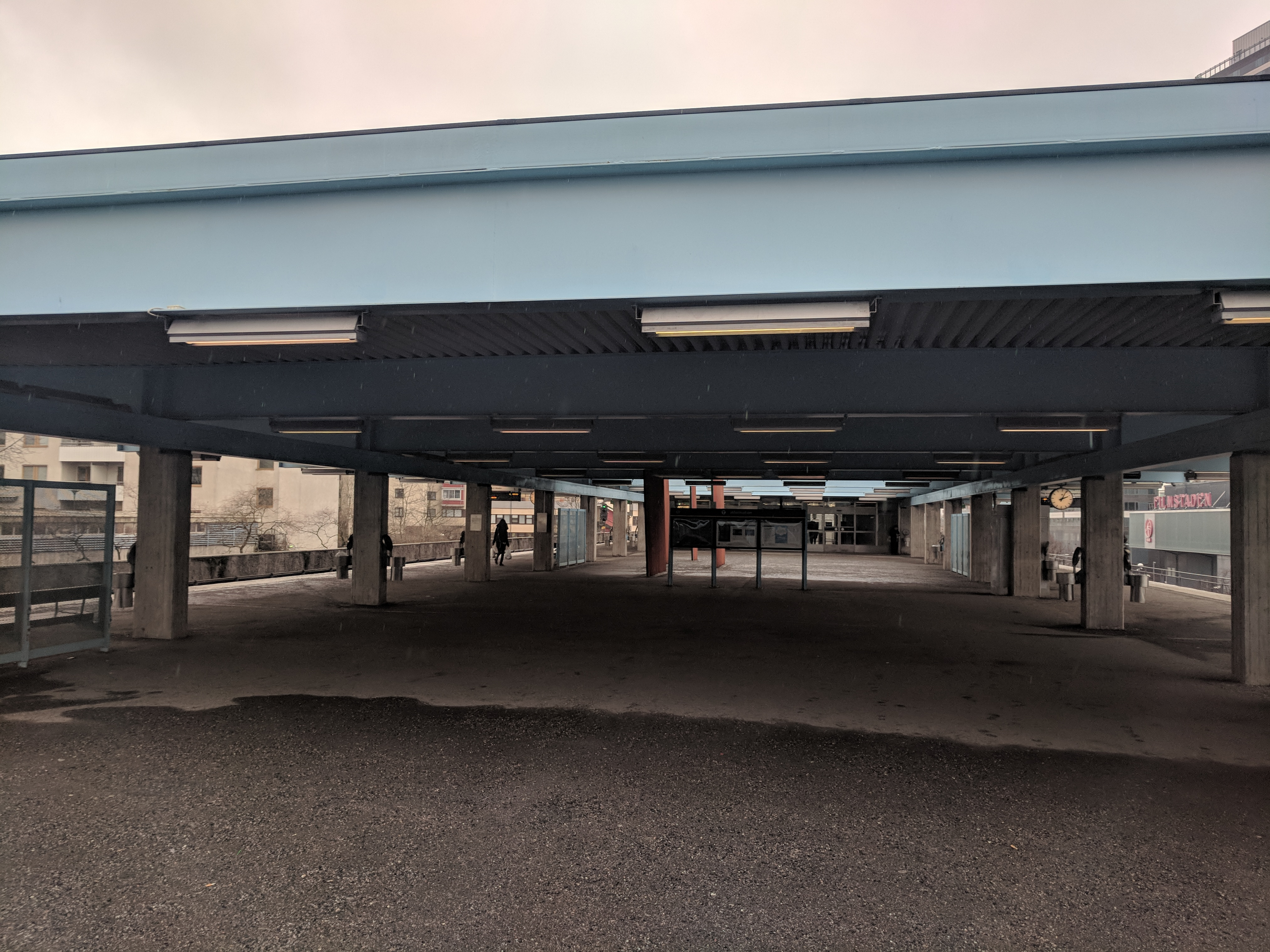
Perrongen.
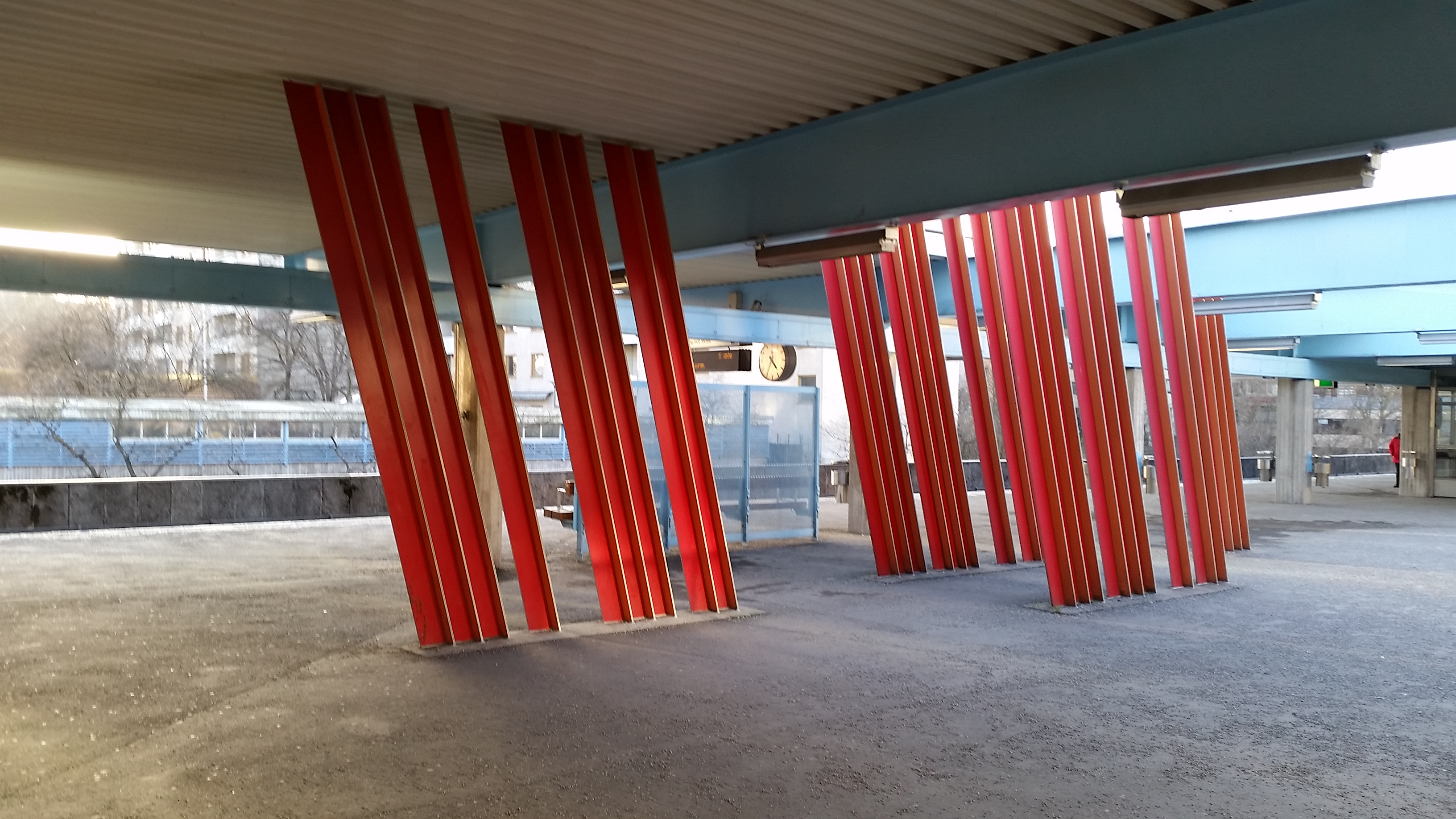
Konstnärlig utsmyckning.
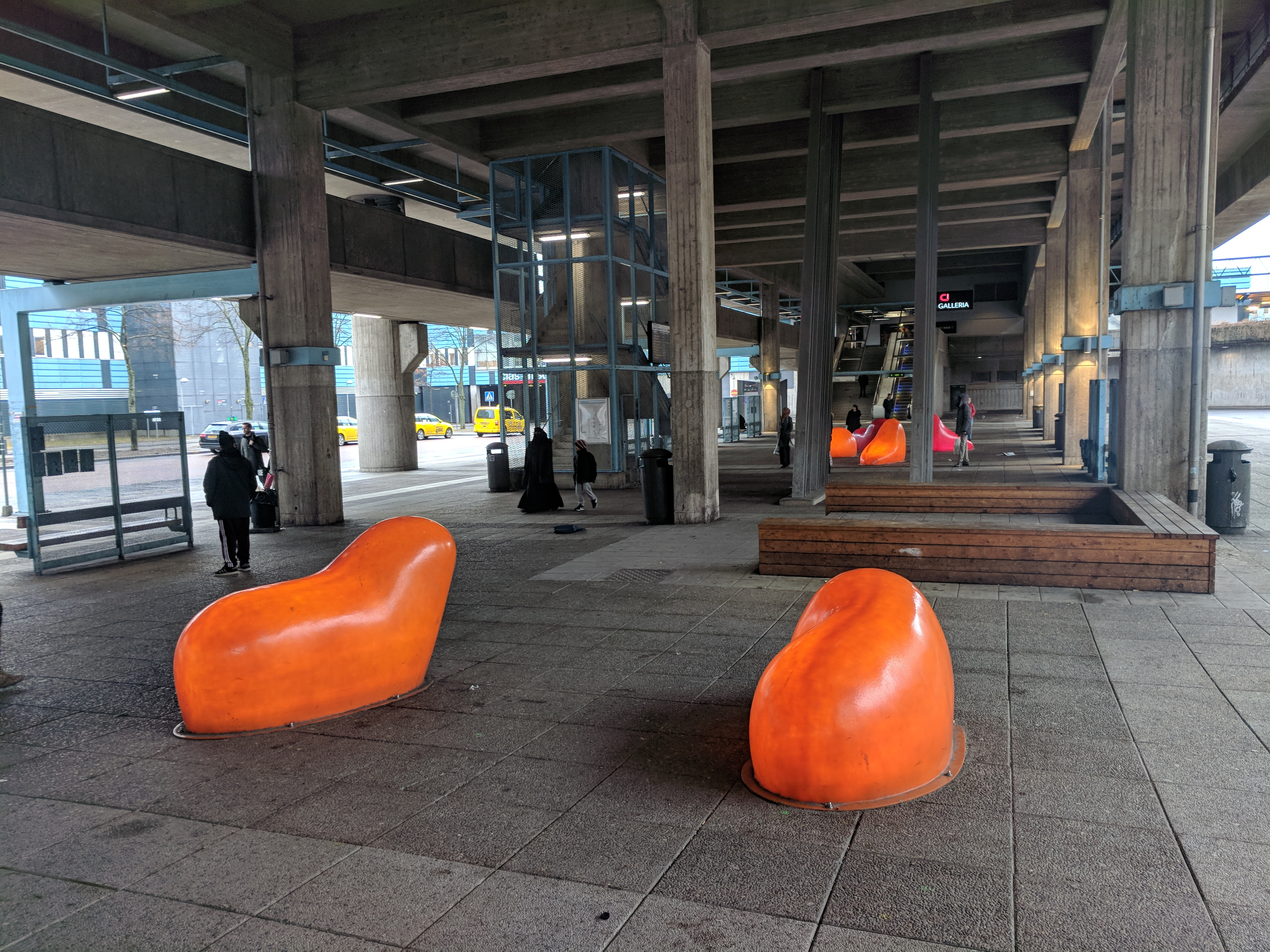
Bussterminalen.